# Hendrik Jacob Herman Modderman sr
Hendrik Jacob Herman Modderman (Groningen, 24 juni 1796 - Den Haag, 4 september 1859) was een Nederlands jurist en liberaal politicus.
Hendrik Jacob Herman Modderman, zoon van de Groninger advocaat en patriot Tonco Modderman en Antonia Forsten, trouwde op 16 mei 1823 te Groningen met Adriana Sibilla Catharina Emmen. Uit dit huwelijk werden zeven kinderen geboren, waaronder de latere minister van justitie Anthony Modderman.
Hij studeerde rechten aan de universiteit van Groningen en promoveerde aldaar in 1819. Hij vestigde zich als advocaat in 1819 in Veendam en vervolgens in 1827 in Winschoten, de plaats waar hij van 1843 tot 1847 ook kantonrechter zou zijn. In 1847 werd hij benoemd tot raadsheer in de Hoge Raad der Nederlanden, een functie die hij tot zijn overlijden in 1859 zou vervullen.
In 1840 werd Modderman namens de provincie Groningen lid van de Tweede Kamer der Staten-Generaal. Als liberaal was hij een verklaard voorstander van de door Thorbecke gerealiseerde wijziging van de grondwet.
Modderman was ridder in de Orde van de Nederlandse Leeuw.